# ダラーラ・IR-7

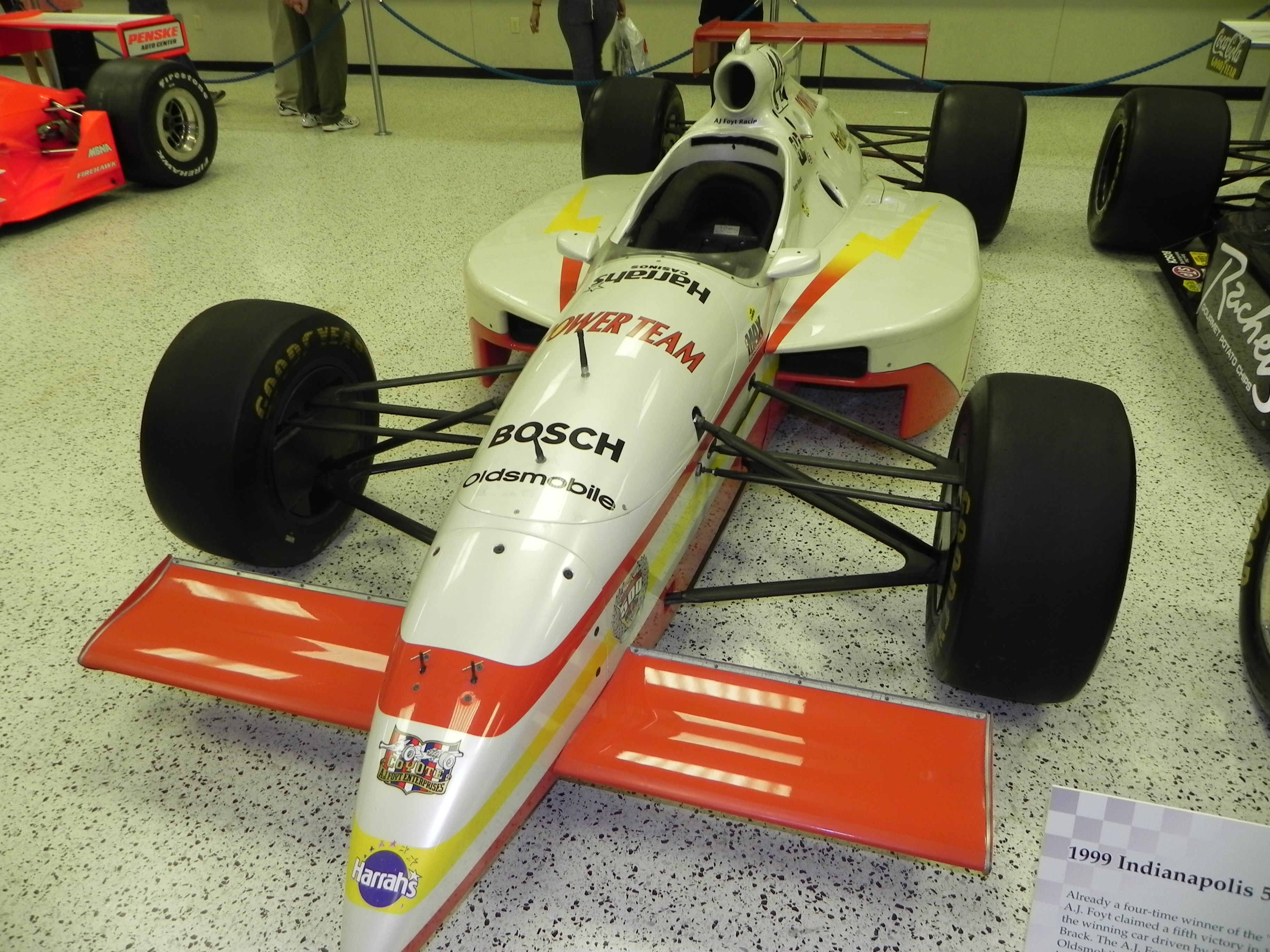
1999年のインディ500優勝車両（ケニー・ブラック車）

ダラーラ・IR-7（Dallara IR-7）、発展改良型のダラーラ・IR-8（Dallara IR-8）およびダラーラ・IR-9（Dallara IR-9）は、イタリアのレーシングカーコンストラクター、ダラーラが製作したフォーミュラカーである。1997年から1999年まで、インディカー・シリーズで使用された。